# Métro léger de Saint-Louis

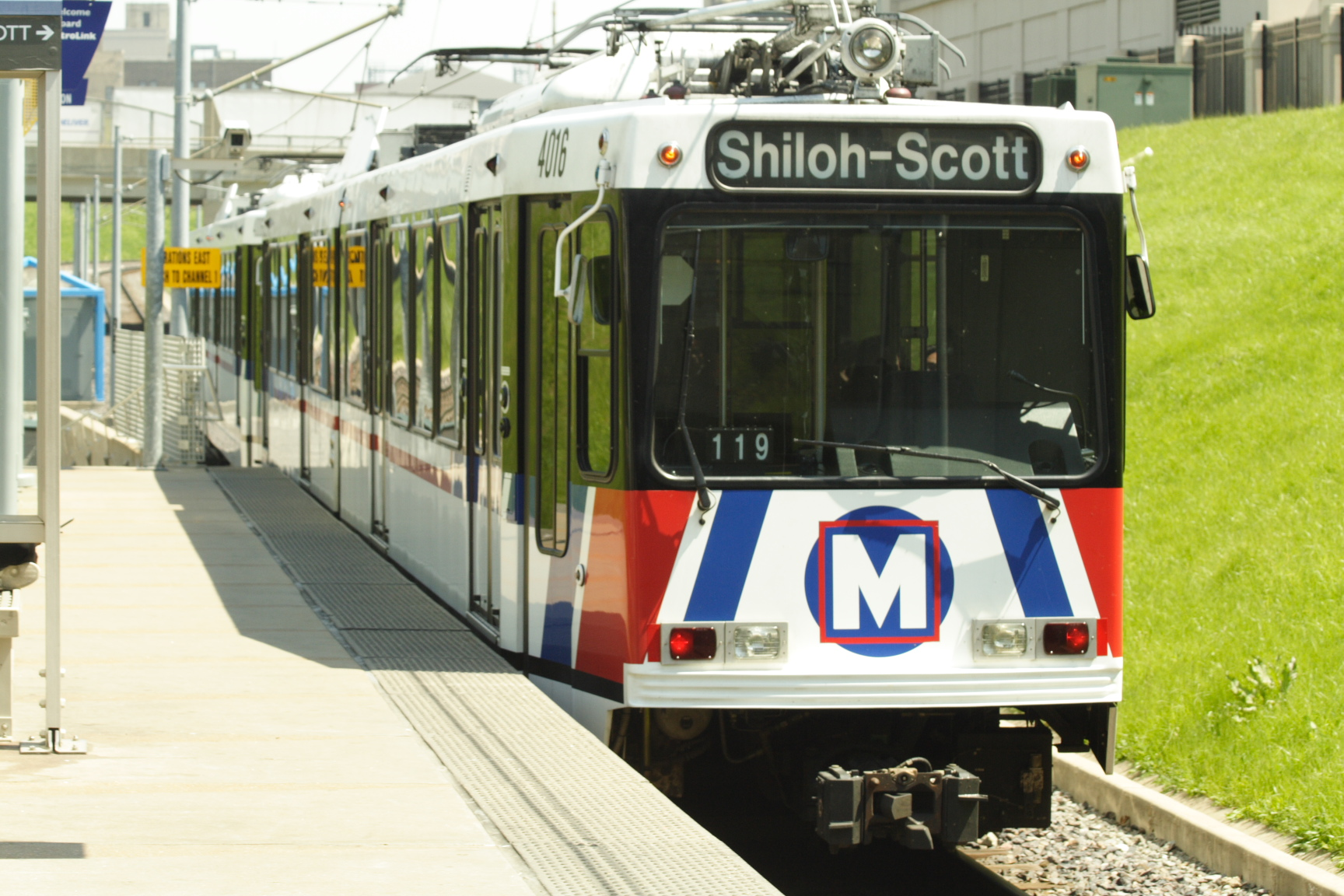
Un train de MetroLink

Le métro léger de Saint Louis (ou MetroLink) est un réseau de métro léger à Saint-Louis, au Missouri, États-Unis. La ligne est gérée par l'organisation Metro (Saint Louis), qui gère également les autobus dans l'agglomération de Saint Louis, y compris East Saint Louis dans l'état voisin de l'Illinois.
Le réseau comporte deux lignes. Une ligne relie l'aéroport international de Lambert-Saint Louis et Shiloh-Scott, à Shiloh en Illinois ; elle mesure 60,6 km et compte 28 stations. Une autre ligne va de Shrewsbury-Lansdowne I-44 à Shrewsbury et Emerson Park à East Saint Louis, en 27,2 km et 20 stations. Le parcours est majoritairement en surface avec parfois des passages à niveau.

## Histoire
La première ligne est ouverte le 31 juillet 1993 entre North Hanley et 5th & Missouri, avec 24,8 km et 17 stations. Une extension a ouvert en 1994 entre North Hanley et Lambert Airport, avec 2,4 km et 2 stations. Cette ligne est la Ligne originale.
Une extension dans le comté de Saint Clair (la St. Clair Extension) a ouvert en 2001 entre 5th & Missouri et College, avec 27,8 km et 8 stations. L'extension est prolongée à Shiloh-Scott en 2003, avec 5,6 km et 1 station.
Une nouvelle extension, la Cross County Extension, a ouvert le 26 août 2006 entre Forest Park-DeBaliviere et Shrewsbury-Lansdowne I-44, avec 13 km et 9 stations. Cette ligne est maintenant connue comme la Blue Line (anglais pour Ligne bleue).

## Les stations

Carte du réseau de MetroLink

### Red Line (Anglais pourLigne Rouge)
- Lambert Airport Main
- Lambert Airport East
- North Hanley
- UM-St. Louis North
- UM-St. Louis South
- Rock Road
- Wellston
- Delmar Loop
- Forest Park-DeBaliviere
- Central West End
- Grand
- Union Station
- Civic Center
- Stadium
- 8th & Pine
- Convention Center
- Arch-Laclede's Landing
- East Riverfront
- 5th & Missouri
- Emerson Park
- Jackie Joyner-Kersee Center
- Washington Park
- Fairview Heights
- Memorial Hospital
- Swansea
- Belleville
- College
- Shiloh-Scott

### Blue Line (Ligne Bleue)
- Shrewsbury-Lansdowne I-44
- Sunnen
- Maplewood-Manchester
- Brentwood I-64
- Richmond Heights
- Clayton
- Forsyth
- University City-Big Bend
- Skinker
- Forest Park-DeBaliviere
- Central West End
- Grand
- Union Station
- Civic Center
- Stadium
- 8th & Pine
- Convention Center
- Arch-Laclede's Landing
- East Riverfront
- 5th & Missouri
- Emerson Park
- Jackie Joyner-Kersee Center
- Washington Park
- Fairview Heights